# Фабио Карвальо
Фабио Леандро Фрейтас Гувея Карвальо е португалски професионален футболист, който играе като офанзивен полузащитник за Брентфорд.

## Кариера

### Фулъм
Играе в академията на Фулъм от 2015 до 2020, когато и подписва неговия първи професионален договор.  Дебютира на 23 септември в мач от Купата на Лигата срещу Шефилд Уензди. Отбелязва първия си гол срещу Саутхамптън в мач от лигата. 
Той е част от идеалния отбор на Чемпиъншип за сезон 2021–22.

### Ливърпул
Той подписва договор с „червените“ през май 2022 г. за 5 милиона паунда, сума, която може да нарастне до 7.7 милиона паунда. Трансферът става официален на 1 юли 2022 г. 

## Национална кариера
Той е минал през три формации на Англия (до 16, до 17 и до 18). От 2022 г. се състезава за Португалия до 21 г.

## Успехи
Фулъм
- Чемпиъншип: 2021/22